# Casa Gertrudis Zorrilla
La casa Gertrudis Zorrilla és un edifici situat al carrer dels Escudellers, 44 de Barcelona, catalogat com a bé cultural d'interès local. La finca actual és fruit de la unió amb dos edificis més, situats als carrer dels Còdols, 3 i 5.

## Història
El 1695, el militar Francesc de Pomareda i Macià va adquirir en emfiteusi a Ramon i Raimunda Rossell dues cases unides als carrers dels Escudellers i dels Còdols. En començar la Guerra de Successió, era capità d'infanteria i es passà al bàndol austriacista. El 1705 fou nomenat sergent major del nou regiment de Guàrdies Catalanes, i defensà Barcelona en el setge del 1706, on fou ferit. El 1709 caigué presoner dels borbònics, i el 1714, tres mesos abans de la capitulació, Manuel Desvalls, governador de Cardona, va tractar de bescanviar-lo per altres presoners. A la seva mort el 1744, fou succeït per la seva vídua Eulàlia Gassó, que el 1747 va fer donació de tots els seus béns al seu primogènit Jaume de Pomareda, casat amb Anna d'Amar.
El 1758, la casa del carrer dels Còdols es trobava mig derruïda i Jaume de Pomareda la va fer reconstruir amb planta baixa i dos pisos, reforçant les parets mitgeres. Va morir el 1765, i segons l'inventari post mortem, el matrimoni vivia al primer pis de la casa del carrer dels Escudellers. Aquesta es trobava en mal estat, i en no tenir diners per a reconstruir-la, Anna d'Amar la vengué el 1768 a Gertrudis Zorrilla i Maldonado, casada amb el militar Miquel Escales, que el 1769 contractà el mestre de cases Josep Alier i Ventura per a reedificar-la per un preu fet de 4.200 lliures. El 1786, va llogar dues habitacions del primer pis de la casa del carrer dels Còdols per a donar aixopluc a un fill seu retornat d'Amèrica, i va demanar permís per a reformar-ne els balcons i comunicar-les amb la casa del carrer dels Escudellers. A la seva mort el 1793 va deixar com a hereva Mariana Olabarrieta Zorrilla, filla del seu primer matrimoni, que el 1797 vengué la casa a Aleix de Pomart, coronel dels Reials Exèrcits i capità del Regiment de la Guàrdia Valona, i la seva esposa María Josefa Vueltaflores. El 1799, el matrimoni Pomart vengué l'entresol i la botiga a Felicià Guix, oficial de Marina.
El 1795, el notari Josep de Pomareda i d'Amar va demanar permís per a remuntar dos pisos a la casa del carrer dels Còdols, fent balcons al primer i segon pis i ampits a la resta. La seva germana Raimunda estava casada amb el metge de l'exèrcit Miquel Olivas, i a la seva mort el 1829 va deixar com a hereva la seva filla Maria dels Àngels Olivas i de Pomareda, casada amb l'advocat Manuel Gibert i Sans. Ell i el seu fill Joaquim Gibert i Olivas hi tindrien el seu despatx fins al 1861, quan es traslladaren a la seva nova residència, situada al mig de l'actual plaça de Catalunya.

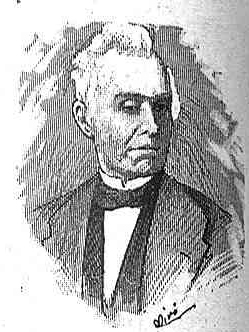
Retrat de Manuel Gibert

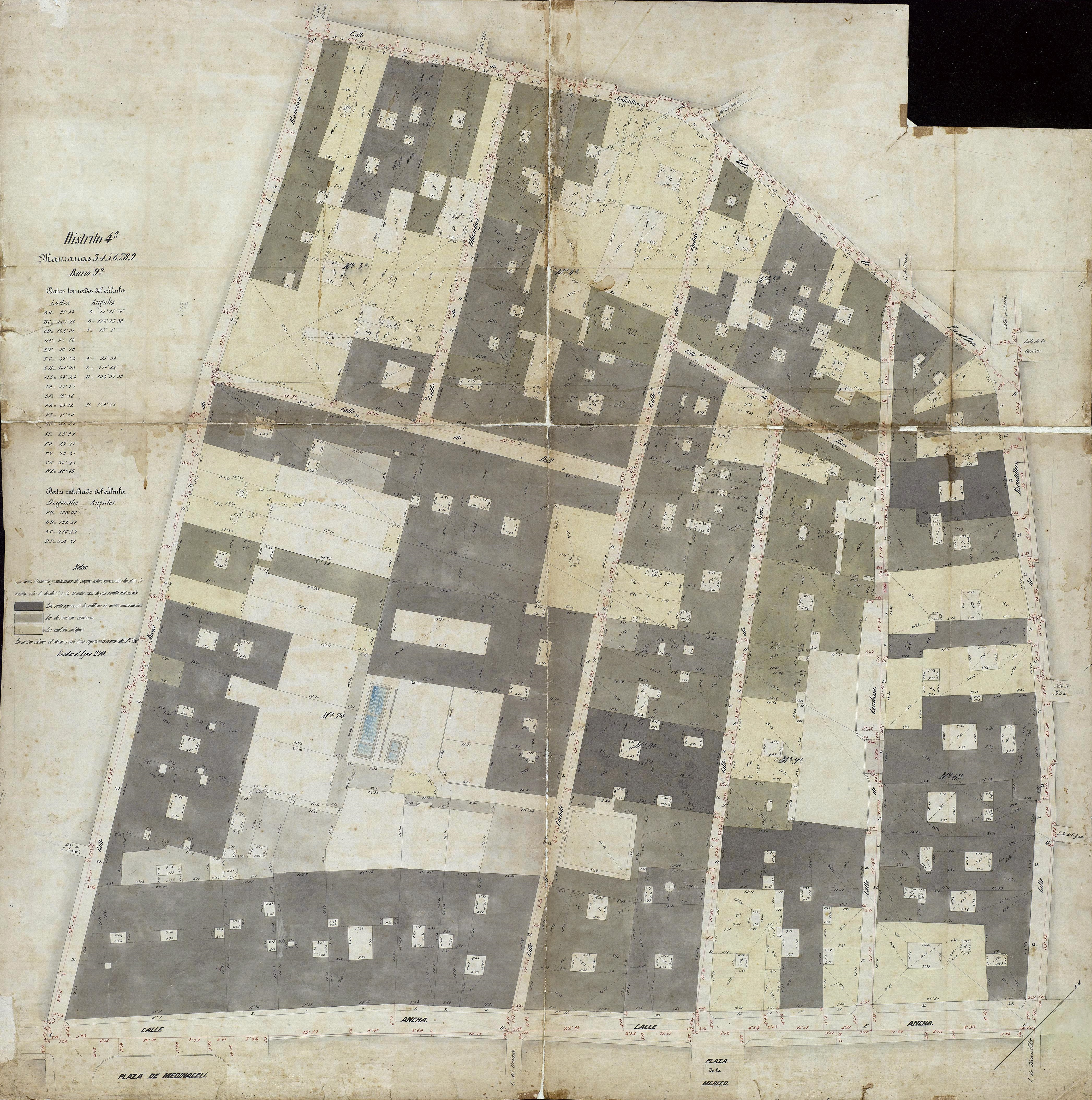
Quarteró núm. 113 de Garriga i Roca (c. 1860)

El 1848, Maria dels Àngels Olivas i Maria Pomart i Vueltaflores van signar una concòrdia per a resoldre el litigi entre ambdues famílies, i la casa del carrer dels Escudellers i la botiga del carrer dels Còdols (que el 1768 havia estat establerta en emfiteusi a Gertrudis Zorrilla per Anna d'Amar) van retornar a la primera, que el 1852 adquirí la botiga i l'entresol als hereus de Felicià Guix. El 1855, adquirí per 3.000 duros la casa-fàbrica del núm. 5 a Antoni Giraudier, i el 1863 va vendre el conjunt a la indiana Manuela Xiqués i Romagosa, natural de l'Havana i vídua del cubà Roque Jacinto Llopart Asúa (1798-1846).
El 1891 es va repartir la seva herència, i les cases del carrer dels Escudellers i dels Còdols li correspongueren a la seva filla Carme Llopart i Xiqués (c. 1838-1894), casada amb Leopold Gil i Serra (1826-1911). El 1929, la seva filla Josepa Gil i Llopart (1862-1940) va demanar permís per a legalitzar un «quarto» al terrat per als dipòsits d'aigua, que havia estat construït sense permís.
El 1957, Pilar Lambrea va demanar permís per a fer-hi obres interiors. És possible que aleshores les tres escales s'unifiquessin en una de sola, amb accés des del núm. 3.

## Descripció
L'edifici del carrer dels Escudellers té planta baixa i tres pisos, sobresortint lleugerament de la línia dels altres immobles. A la planta baixa, dos portals d'arc escarser flanquegen una petita porta de la mateixa tipologia, amb una finestra a sobre. Tots els pisos presenten idèntica disposició d'obertures, és a dir, dos balcons laterals que flanquegen una finestreta central. Al pis principal, els balcons són de dimensions superiors que els restants. El coronament té una cornisa plana.
L'element característic són els esgrafiats, que cobreixen completament la façana, a excepció de la planta baixa. Emmarcant els balcons del principal es troben uns motius rectilinis, mentre que els dels pisos primer i segon seran en forma de volutes. A l'espai central és on es concentra la decoració de manera més abundant. No només és present com a marc de les finestres, sinó que entre els buits entre cadascuna han estat emplenats elements romboïdals, vegetals i figures al·legòriques, les quals no tenen un sentit gaire clar. L'esgrafiat situat sobre la finestra del principal representa a dues figures, una masculina i una femenina (podrien ser Ares i Afrodita), separades per un gerro amb flors, sota el qual es llegeix la data 1769. Al capdamunt de la finestra del primer pis, l'altra figura al·legòrica és una dona en posició asseguda, dels costats de la qual sorgeixen múltiples flors. Segons Ramon Nonat Comas, es tractaria, respectivament, de personificacions de l'Amor i de la Bellesa. Van ser restaurats el 1998 per l'Escola de Restauració i Conservació Tècnica de Litomyšl (Txèquia), dintre del programa RAFAEL de la Unió Europea.
L'edifici del carrer dels Còdols, 3 té planta baixa, entresol i quatre pisos, i té la façana decorada amb esgrafiats, disposats en plafons verticals entre les obertures dels pisos.